# قصة حب في هارفارد
قصة حب في هارفارد هو مسلسل كوري جنوبي من بطولة كيم راي وون وكيم تاي هي،عرض على إس بي إس تي في من 22 نوفمبر 2004 حتى 11 يناير 2005.على الرغم أن أحداث المسلسل تدور في جامعة هارفارد  إلا أنه تم التصوير داخل جامعة كاليفورنيا الجنوبية وجامعة كاليفورنيا.
ملخص.. تتحدث القصه عن مجموعة طلاب مغتربين من كوريا الجنوبيه في جامعة هارفارد ويهتم بشكل أساسي بالعلاقة المزدهرة بين طالب كلية الحقوق بجامعة هارفارد، كيم هيون وو (كيم راي وون)، وطالب كلية الطب بجامعة هارفارد، لي سو إن (كيم تاي هي).

## روابط خارجية
- قصة حب في هارفارد على موقع IMDb (الإنجليزية)
- قصة حب في هارفارد على موقع كينوبويسك (الروسية)
- قصة حب في هارفارد على موقع قاعدة بيانات الفيلم (الإنجليزية)